# Latvijas PSR čempionāts futbolā 1949
L'edizione 1949 del massimo campionato di calcio lettone fu la 5ª come campionato della Repubblica Socialista Sovietica Lettone; il titolo fu vinto dal Sarkanais Metalurgs, giunto al suo terzo titolo.

## Formato
Il campionato era formato da dodici squadre che si incontrarono in girone di andata e ritorno per un totale di 22 turni; erano assegnati due punti alla vittoria, un punto al pareggio e zero per la sconfitta.

## Classifica finale
|                        | Pos. | Squadra             | Pt | G  | V  | N | P  | GF  | GS | DR   |
| ---------------------- | ---- | ------------------- | -- | -- | -- | - | -- | --- | -- | ---- |
| RSS Lettone (bandiera) | 1.   | Sarkanais Metalurgs | 44 | 22 | 22 | 0 | 0  | 121 | 9  | +112 |
|                        | 2.   | PAK Zhmylov         | 32 | 22 | 15 | 2 | 5  | 54  | 26 | +28  |
|                        | 3.   | PAK Kasatkin        | 31 | 22 | 14 | 3 | 5  | 58  | 31 | +27  |
|                        | 4.   | Spartak Riga        | 31 | 22 | 13 | 5 | 4  | 53  | 29 | +24  |
|                        | 5.   | Dinamo Riga         | 27 | 22 | 11 | 5 | 6  | 49  | 29 | +20  |
|                        | 6.   | Dinamo Ventspils    | 24 | 22 | 10 | 4 | 8  | 42  | 44 | -2   |
|                        | 7.   | DzSK Riga           | 18 | 22 | 6  | 6 | 10 | 38  | 63 | -25  |
|                        | 8.   | VEF Riga            | 17 | 22 | 7  | 3 | 12 | 29  | 49 | -20  |
|                        | 9.   | Daugava Daugavpils  | 16 | 22 | 6  | 4 | 12 | 26  | 42 | -16  |
|                        | 10.  | RVR Riga            | 15 | 22 | 6  | 3 | 13 | 31  | 43 | -12  |
|                        | 11.  | Daugava Dobele      | 9  | 22 | 2  | 5 | 15 | 21  | 84 | -63  |
|                        | 12.  | AVN Riga            | 0  | 22 | 0  | 0 | 22 | 17  | 90 | -73  |